# Benoni (rod)
Benoni je český rod, původem zřejmě z Itálie. Je odvozován od Joanna Baptisty Pennoneho, později v matrikách uváděného ve tvaru Johann Baptista Benoni. Tento muž, původem Ital, přišel do Čech po třicetileté válce, aby zde provozoval tehdy vážené a žádané kominické řemeslo. Nejstarší známý úřední záznam o tomto nejstarším zástupci rodu Benoni na českém území pochází z roku 1691, kdy si v Chrudimi koupil dům.
Jím založený rod Benoni se později rozvětvil na větev chrudimskou, poličskou, lanškrounskou a dokonce vídeňskou. V 19. a 20. století se řada příslušníků rodu Benoni věnovala umění (herci, hudebníci, spisovatelé, malíři) a nejeden příslušník rodu se zapojil do politiky. Většinou na komunální úrovni, ale v některých případech i na úrovni parlamentní.

## Poslanci rodu Benoni
- Josef Benoni z Chrudimi, politik a novinář, poslanec Sněmu království Českého v letech 1861–1866[2][3]
- Karl Benoni, majitel továrny v Temném Dolu, poslanec Sněmu království Českého v letech 1883–1889[4][5]

## Kulturní osobnosti rodu Benoni
Mezi výrazné potomky Joanna Baptisty Pennoneho / Benoniho, kteří se uplatnili v kultuře, patřil mimo jiné:
- Bohumil Benoni, tenorista Národního divadla v letech 1885–1912[6][7]
- Josef Benoni z Lanškrouna, malíř, dramatik a spisovatel[8]

## Současnost
Lze předpokládat, že s tuzemským rodem Benoni, založeným v Chrudimi na konci 17. století italským přistěhovalcem Joannem Baptistou Pennonim, je nějakým způsobem spřízněna naprostá většina osob tohoto příjmení, kteří dnes žijí v České republice.